# أنطوني نواكايمي
أنطوني نواكايمي (بالإنجليزية: Anthony Nwakaeme)‏ (21 مارس 1989 بلاغوس في نيجيريا - ) هو لاعب كرة قدم نيجيري في مركز الهجوم . لعب مع جامعة كلوج ونادي بترولول بلويشتي ونادي هبوعيل بئر السبع وHapoel Ra'anana A.F.C. ‏ وACS Sticla Arieșul Turda ‏ و نادي الفيحاء السعودي.

## وصلات خارجية
- أنطوني نواكايمي على موقع الاتحاد الأوربي (الإنجليزية)
- أنطوني نواكايمي على موقع اتحاد تركيا (لاعب) (الإنجليزية)
- أنطوني نواكايمي على موقع قاعدة بيانات كرة القدم.إي يو (الإنجليزية)
- أنطوني نواكايمي على موقع ناشيونال فوتبول تيمز (الإنجليزية)
- أنطوني نواكايمي على موقع Soccerway.com (الإنجليزية)
- أنطوني نواكايمي على موقع عالم كرة القدم.نت (الإنجليزية)
- أنطوني نواكايمي على موقع AS.com (الإسبانية)